# Mary Mary

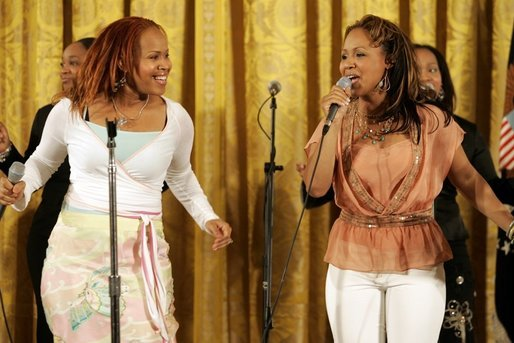
Mary Mary

Mary Mary is een gospelduo uit de Verenigde Staten, bestaande uit de zussen Erica Monique Atkins (Inglewood, Californië, 29 april 1972) en Trecina "Tina" Evette Atkins (Inlgewood, Californië, 1 mei 1974). In 2000 kreeg het duo internationale bekendheid vanwege de single "Shackles (Praise You)". De naam Mary Mary verwijst naar Maria Magdalena en Maria (moeder van Jezus).

## Carrière
Een ontmoeting van het duo met producer Warryn Campbell leidde tot een deal met de platenmaatschappij EMI. De zusjes Atkins schreven soundtracks voor verschillende films, zoals het lied "Dance" voor Dr. Dolittle en "Let Go, Let God" voor The Prince of Egypt uit 1998. In 1999 nam Yolanda Adams de liedjes "Time To Change" en "Yeah" van het duo op haar Grammy winnende-cd Mountain High... Valley Low.
Niet veel later maakten de zussen de overstap naar het label Columbia Records/C2 Records, nu onder de naam Mary Mary. Hiermee was Mary Mary de eerste gospel-act op het label sinds Tramaine Hawkins uit de jaren negentig. In 1999 kwam hun eerste single Shackles (Praise You) uit. Het lied werd begin 2000 een hit, zowel in Verenigde Staten, Latijns-Amerika als Europa. In Nederland werd het lied 3FM Megahit, en stond het nummer 19 weken in de Top 40, met de vierde plaats als hoogste positie. In mei van datzelfde jaar kwam het album "Thankfull" uit. De tweede single van het album, "I Sings" wordt in de Verenigde Staten een gospelhit, maar het lied evenaart niet het succes van de eerste single. Het album won in 2001 in de Verenigde Staten een Grammy voor "Best Contemporary Soul Gospel Album".
Het duo maakte in de opvolgende jaren nog 4 verschillende albums, waaronder een kerstalbums in 2006. Alle albums eindigen hoog in de verschillende gospel-hitlijsten, maar daarbuiten herhaalt geen van allen het succes van het eerste album. In 2001, 2006 en 2007 is het duo genomineerd voor een BET Awards in de categorie "Beste Groep" en "Beste Gospel", en in 2003 voor enkel de categorie "Beste Groep", maar geen van de prijzen wordt gewonnen. In 2000 stond de groep onder meer op de EO-Jongerendag.
In 2006 leverde Mary Mary een bijdrage aan het album Todd Smith van LL Cool J.
In 2009 trad het duo op tijdens het "Inaugural ball" tijdens de inauguratie van de Amerikaanse president Barack Obama.

## Discografie

### Albums
| Statistieken                                                                          | Singles in hitlijsten                                       |
| ------------------------------------------------------------------------------------- | ----------------------------------------------------------- |
| Thankful - Release: 2 mei, 2000 - Hitlijstposities: #59 (US), #22 (US R&B). - platina | - "Shackles (Praise You)" - "I Sings" - "Can't Give Up Now" |

| Incredible - Release: 16 juli, 2002 - Hitlijstposities: #20 (US), #10 (US R&B). - Goud | - "In The Morning" - "I Try" |

| Mary Mary - Release: 19 juli, 2005 - Hitlijstposities: #8 (US), #4 (US R&B). - Goud | - "Heaven" - "The Real Party" - "Yesterday" - "Believer" |

| A Mary Mary Christmas - Release: 10 oktober, 2006 - Hitlijstposities: #148 (US), #33 (US R&B). - Goud | - "Carol Of The Bells" - "Hark The Herald Angels Sing" |

| The Sound - Release: October 21, 2008 - Hitlijstposities: #7 (US), #2 (US R&B), #1 (Gospel), #1 (CCM) | - "Get Up" - "God in Me" |